# Fußball-Weltmeisterschaft 1934/Italien
Dieser Artikel behandelt die italienische Fußballnationalmannschaft bei der Fußball-Weltmeisterschaft 1934 im eigenen Land.

## Qualifikation
Italien musste, obwohl es Gastgeber war, in Gruppe 3 an der Qualifikation teilnehmen. Nach einem 4:0-Sieg im Hinspiel am 25. März 1934 gegen Griechenland zogen diese ihre Bewerbung gegen eine Geldzahlung im heutigen Wert von 300.000 Euro zurück, damit die Italiener sich nach dem deutlichen Sieg auf ihre Vorbereitung konzentrieren konnten und nicht zum Rückspiel nach Griechenland reisen mussten. Die Azzurri waren somit ohne weitere Begegnung qualifiziert.
| 25.03.1934 | Mailand Stadio San Siro | Italien      | – | Griechenland | 4:0 (2:0)                | Tore: 1:0 Anfilogino Guarisi (40.), 2:0, 4:0 Giuseppe Meazza (44., 71.), 3:0 Giovanni Ferrari (69.) |
| –          | Athen                   | Griechenland | – | Italien      | Griechenland verzichtete | Griechenland verzichtete                                                                            |

## Aufgebot
| Name                | Verein           | Geburtstag    | Spiele   | Tore     | Platzverw. |
| Torhüter            | Torhüter         | Torhüter      | Torhüter | Torhüter | Torhüter   |
| ------------------- | ---------------- | ------------- | -------- | -------- | ---------- |
| Giuseppe Cavanna    | SSC Neapel       | 18. Sep. 1905 | 0        | 0        | 0          |
| Gianpiero Combi     | Juventus Turin   | 20. Nov. 1902 | 5        | 0        | 0          |
| Guido Masetti       | AS Rom           | 22. Nov. 1907 | 0        | 0        | 0          |
| Abwehr              |                  |               |          |          |            |
| Luigi Allemandi     | Ambrosiana-Inter | 8. Nov. 1903  | 5        | 0        | 0          |
| Umberto Caligaris   | Juventus Turin   | 26. Juli 1901 | 0        | 0        | 0          |
| Eraldo Monzeglio    | FC Bologna       | 5. Juni 1906  | 4        | 0        | 0          |
| Virginio Rosetta    | Juventus Turin   | 25. Feb. 1902 | 1        | 0        | 0          |
| Mario Varglien      | Juventus Turin   | 26. Dez. 1905 | 0        | 0        | 0          |
| Mittelfeld          |                  |               |          |          |            |
| Luigi Bertolini     | Juventus Turin   | 13. Sep. 1904 | 4        | 0        | 0          |
| Felice Borel        | Juventus Turin   | 5. Apr. 1914  | 1        | 0        | 0          |
| Armando Castellazzi | Ambrosiana-Inter | 7. Okt. 1904  | 1        | 0        | 0          |
| Attilio Demaría     | Ambrosiana-Inter | 19. März 1909 | 1        | 0        | 0          |
| Giovanni Ferrari    | Juventus Turin   | 6. Dez. 1907  | 4        | 2        | 0          |
| Attilio Ferraris    | AS Rom           | 26. März 1904 | 3        | 0        | 0          |
| Luis Monti          | Juventus Turin   | 15. Jan. 1901 | 5        | 0        | 0          |
| Mario Pizziolo      | AC Florenz       | 7. Dez. 1909  | 2        | 0        | 0          |
| Angriff             |                  |               |          |          |            |
| Pietro Arcari       | AC Mailand       | 2. Dez. 1909  | 0        | 0        | 0          |
| Enrique Guaita      | AS Rom           | 11. Juli 1910 | 4        | 1        | 0          |
| Anfilogino Guarisi  | Lazio Rom        | 26. Dez. 1905 | 1        | 0        | 0          |
| Giuseppe Meazza     | Ambrosiana-Inter | 23. Aug. 1910 | 5        | 2        | 0          |
| Raimundo Orsi       | Juventus Turin   | 2. Dez. 1901  | 5        | 3        | 0          |
| Angelo Schiavio     | FC Bologna       | 15. Okt. 1905 | 4        | 4        | 0          |
| Trainer             |                  |               |          |          |            |
| Vittorio Pozzo      |                  | 12. März 1886 |          |          |            |

## Spiele der italienischen Mannschaft
Nach einem lockeren Auftaktsieg mit 7:1 gegen die USA, zitterten sich die Italiener im Viertelfinale gegen Spanien, bei dem ein Wiederholungsspiel angesetzt werden musste, ins Halbfinale.
Nach dem 1:1 bzw. 1:0 in den Viertelfinalspielen gab es ein 1:0 gegen Österreich im Halbfinale, bis es am 10. Juni 1934 zu dem Spiel kam, was als Drama von Rom in die WM-Geschichte einging. Nach einer zwischenzeitlichen Führung der Tschechoslowakei (76.) glich Italien durch Orsi aus (81.), um in der 96. Minute in der Verlängerung durch Schiavio den Endstand zu erzielen.
Achtelfinale
|                                       |   |                    |           |
| So., 27. Mai 1934 um 16:30 Uhr in Rom |   |                    |           |
| Italien                               | – | Vereinigte Staaten | 7:1 (3:0) |

Viertelfinale
|                                           |   |         |                      |
| Do., 31. Mai 1934 um 16:30 Uhr in Florenz |   |         |                      |
| Italien                                   | – | Spanien | 1:1 n. V. (1:1, 1:1) |
| Fr., 1. Juni 1934 um 16:30 Uhr in Florenz |   |         |                      |
| Italien                                   | – | Spanien | 1:0 (1:0)            |

Halbfinale
|                                       |   |            |           |
| So., 3. Juni 1934 um 16:30 Uhr in Rom |   |            |           |
| Italien                               | – | Österreich | 1:0 (1:0) |

Finale
|                                        |   |                  |                      |
| So., 10. Juni 1934 um 17:30 Uhr in Rom |   |                  |                      |
| Italien                                | – | Tschechoslowakei | 2:1 n. V. (1:1, 0:0) |